# Pogrzeb powietrzny

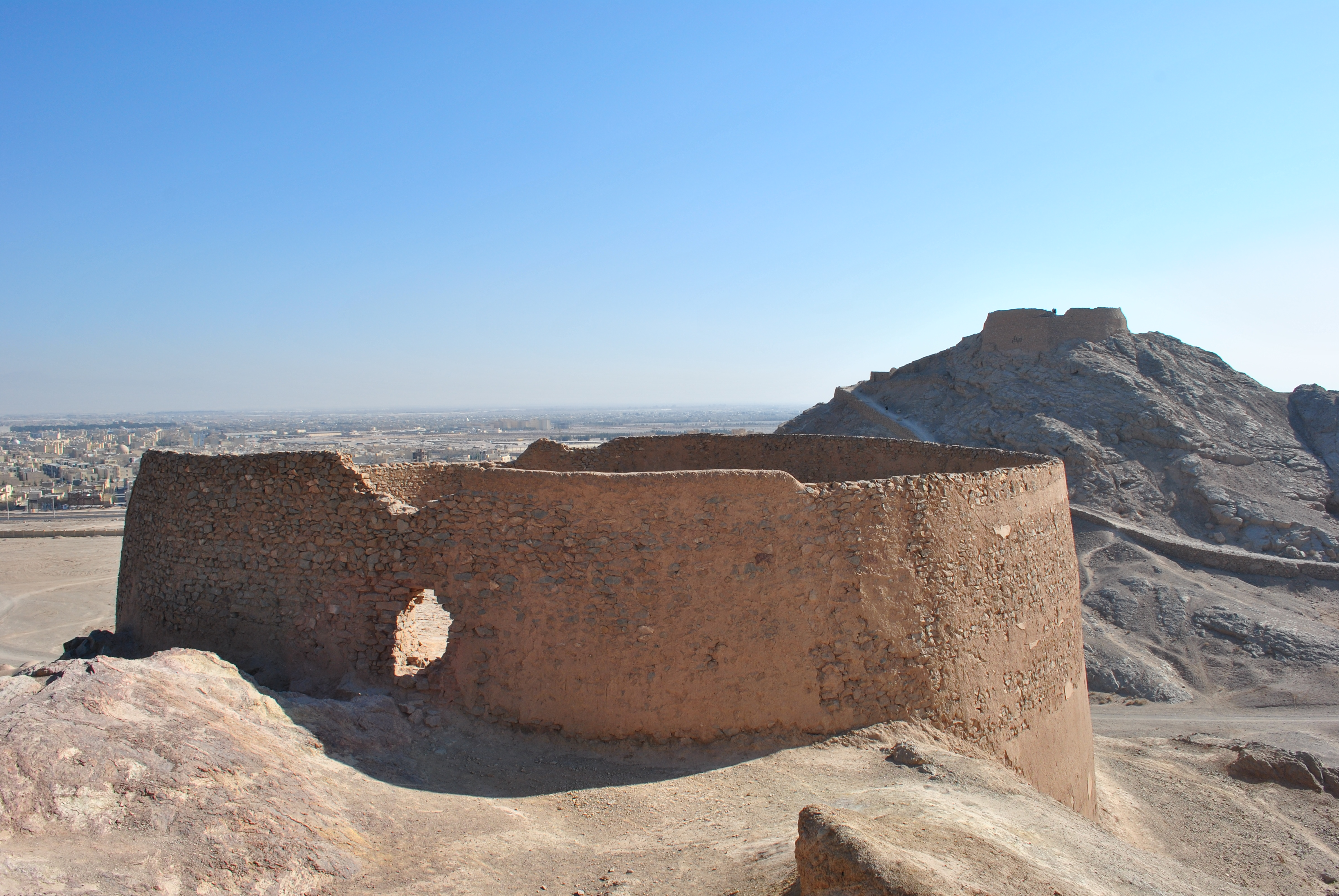
Zaratustriańskie wieże milczenia w Jazd w Iranie, dawne miejsce pogrzebów powietrznych

Pogrzeb powietrzny (także pogrzeb niebiański, ekspozycja zwłok) – buddyjska i zaratustriańska forma pochówku zwłok ludzkich, spotykana w Azji, podczas której zwłoki stają się żerem dla ptaków drapieżnych.

## Pochodzenie

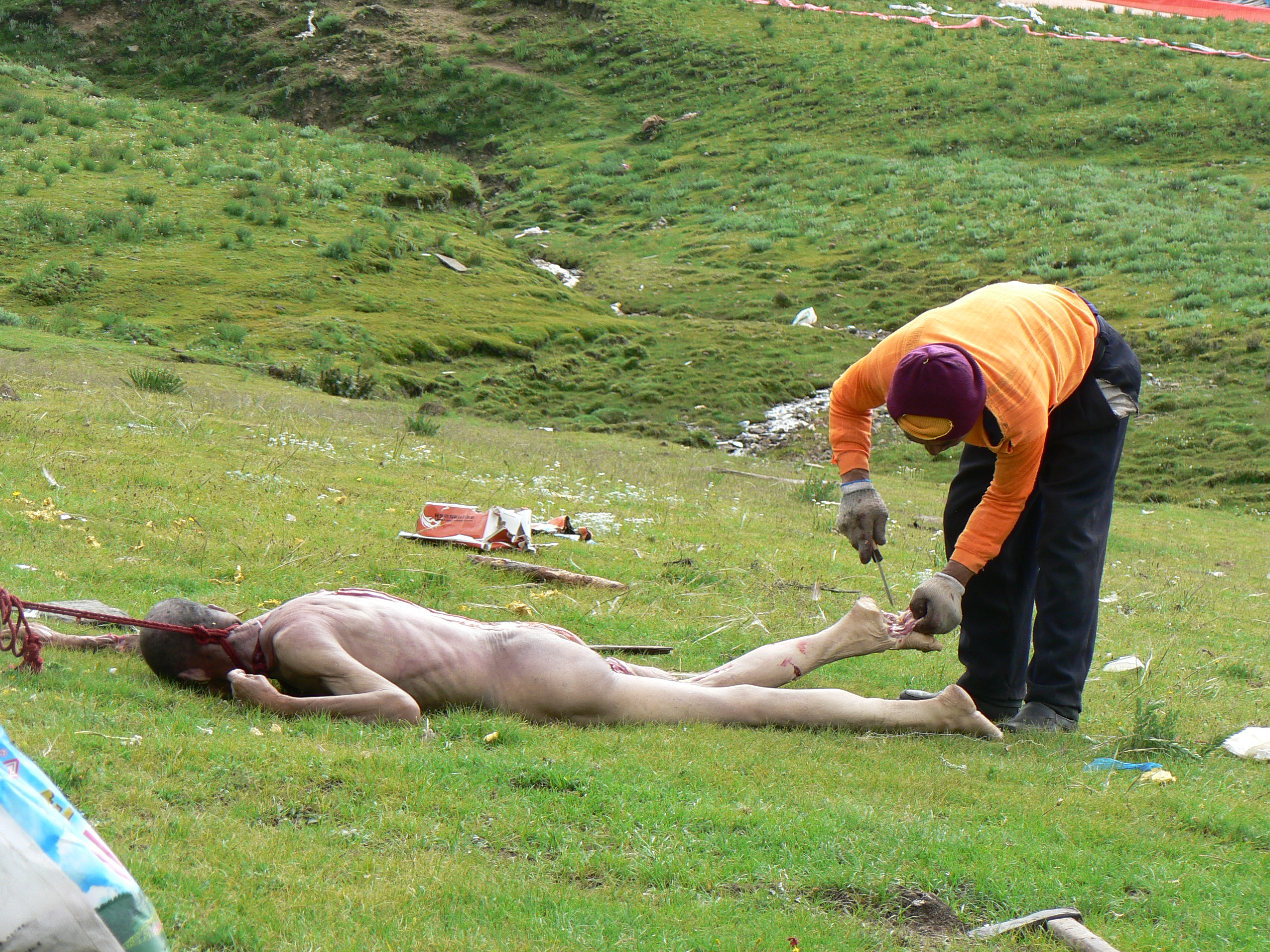
Przygotowania do pogrzebu powietrznego w Tybecie

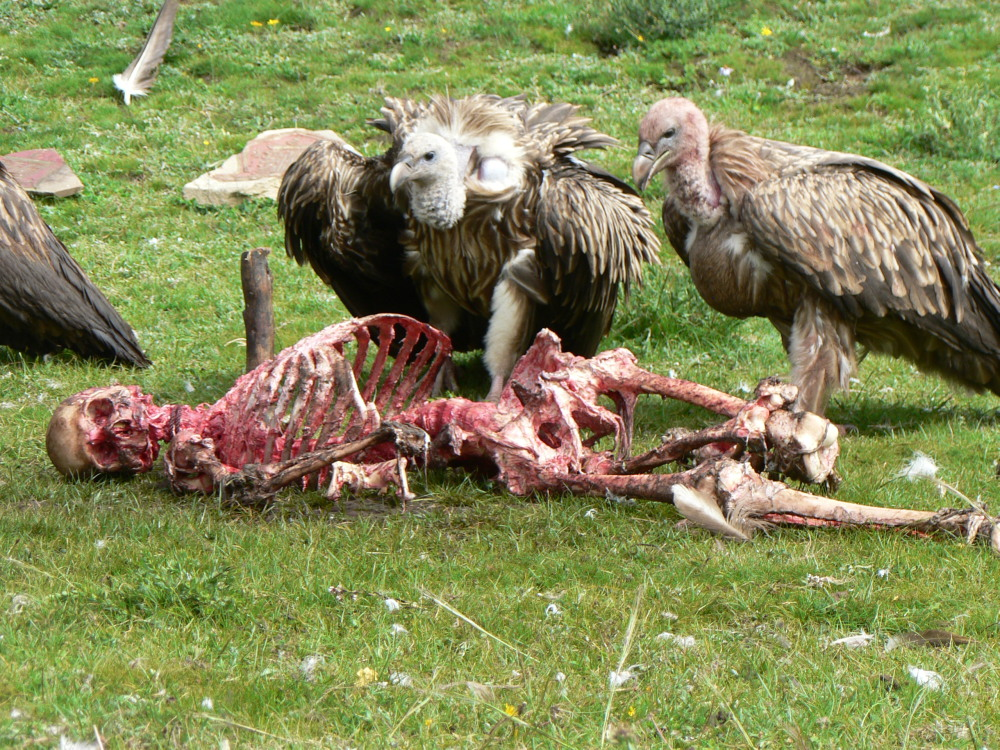
Pogrzeb powietrzny w Tybecie

Buddyzm głosi, że ciało jest tylko przejściowym miejscem przebywania ludzkiego intelektu i odrzuca ideę zmartwychwstania ciała oraz istnienie duszy. Z tego powodu buddyjskie pogrzeby polegają na niszczeniu zwłok, najczęściej przez kremację. W krajach, gdzie kremacja jest utrudniona, np. przez niedostatek materiału opałowego, a inne formy pochówku uniemożliwia kamienista lub zamarznięta ziemia, zwłoki są niszczone np. przy pomocy ptaków drapieżnych. W Tybecie wierzy się, że te ptaki przenoszą ciało subtelne zmarłego do stanu bardo.

## Rejony występowania

### Tybet
Pogrzeby powietrzne (tybet.: dżhator (བྱ་གཏོར་), ofiara dla ptaków) są dzisiaj najczęściej spotykane w Tybetańskim Regionie Autonomicznym (Chiny). Po okresie zakazów i utrudnień ze strony władz chińskich praktyka pogrzebów powietrznych odradza się w tym regionie. Po zgonie następuje trwający 3–5 dni okres obrzędów religijnych, podczas których kapłan buddyjski odczytuje Księgę Umarłych, aby ułatwić opuszczenie martwego ciała przez ciało subtelne.
Następnie przed świtem zwłoki przewozi się na specjalne, odosobnione miejsce, np. w to zwane Doliną Buddy, niedaleko świętej góry Kajlas. Inne miejsca takich pogrzebów znajdują się m.in. koło pustelni Pabonka i koło klasztoru Reting. Tam grabarze (Ragjapas) wielokrotnie nacinają powłoki ciała i zostawiają nagie zwłoki na żer sępów i orłosępów. Grubsze kości, pozostawione przez ptaki, są rozbijane na miazgę siekierą tak, aby ptaki mogły je zjeść.

### Mongolia
Pogrzeby powietrzne były rozpowszechnione w Mongolii i w sąsiednich rejonach aż do początku XX w. Zwłoki nie były nacinane ani rozdrabniane, tylko pozostawiane w stepie na żer ptaków i innych zwierząt. Po objęciu władzy przez komunistów ta forma pogrzebu została zakazana i zastąpiona przez grzebanie zwłok w ziemi.

### Persja i Indie

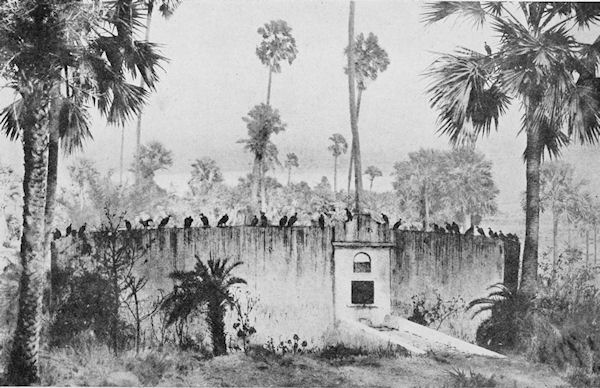
Wieża milczenia w Bombaju, przed 1907

Wyznawcy zaratusztrianizmu praktykowali pozostawianie zwłok w specjalnych wieżach milczenia, gdzie stanowiły żer dla ptaków. Wynikało to z przekonania, że zwłoki są „nieczyste” i powinny być usuwane w taki sposób, aby nie „skazić” ani ziemi, ani ognia. Obecnie ta forma pochówku występuje tylko wśród Parsów, potomków zbiegłych z Persji przed prześladowaniami religijnymi wyznawców zaratusztrianizmu, mieszkających w Indiach.